# Аламара Нхассе
Аламара Нхассе (нар. 1957) — політичний діяч Гвінеї-Бісау, глава уряду країни з грудня 2001 до листопада 2002 року. Нині є головою Партії національного примирення, раніше очолював Партію соціального оновлення.